# Черепанов, Корнилий Георгиевич
Корни́лий Гео́ргиевич Черепанов (13 [26] сентября 1905 — 30 января 1999) — советский военачальник, во время Великой Отечественной и советско-японской войн командовал стрелковыми дивизиями. Герой Советского Союза (8.09.1945). Генерал-майор (11.07.1945).

## Биография
Корнилий Георгиевич Черепанов родился 26 сентября 1905 года в селе Бутаково, ныне Иркутской области, в крестьянской семье. Русский. Окончил пятиклассную школу, учился на отделении механизации сельского хозяйства Иркутского рабфака в селе Анга.
В Красной Армии с октября 1927 года. Служил в 7-м территориальном полку (Красноярск), окончил полковую школу в 1928 году и командовал отделением в этом полку. С июня 1929 года служил в 78-м стрелковом полку 26-й стрелковой дивизии Особой Краснознамённой Дальневосточной армии (ОКДВА): командир отделения, помощник командира взвода пулемётной роты. Участвовал в боях на КВЖД осенью 1929 года.
В ноябре 1930 года был направлен учиться, в октябре 1931 года окончил Иркутские пехотные командные курсы, вернулся в 78-й стрелковый полк, где служил далее командиром пулемётного взвода, помощником начальника хозяйственного довольствия полка, начальником продфуражного снабжения полка. С мае 1936 года окончил Московские курсы по подготовке военно-хозяйственных агрегатов и назначен начальником автомобильного хлебозавода 26-й стрелковой дивизии Приморской группы войск ОКДВА, с декабря был инспектором военно-хозяйственного снабжения дивизии, с марта 1937 года вновь начальник автохлебозавода. Во главе хлебозавода находился в зоне боевых действий в боях у озера Хасан в 1938 году, обеспечивая хлебом действующие части. С ноября 1938 — начальник обозно-вещевого снабжения 26-й стрелковой дивизии, в марте 1940 — начальник 5-го отделения штаба тыла этой дивизии.
В 1941 году вступил ВКП(б).
После начала Великой Отечественной войны капитан Черепанов вместе с 26-й Златоустовской Краснознамённой стрелковой дивизией был переброшен с Дальнего Востока в действующую армию на советско-германский фронт, дивизия вошла в состав 11-й армии Северо-Западного фронта и в конце сентября вступила в бой (обороняла участок фронта в Валдайском районе). В тяжёлых оборонительных боях с превосходящими силами противника Корнилий Черепанов проявил себя способным командиром и 4 февраля 1942 года возглавил 312-й стрелковый полк той же дивизии. Участвовал в Демянской наступательной операции 1942 года, в многочисленных операциях — неудачных попытках ликвидации Демянской группировки противника и в боевых действиях под Старой Руссой. С 2 января 1943 года — командир 87-й отдельной стрелковой бригады 11-й армии Северо-Западного фронта.
С 23 февраля 1943 года — командир 26-й стрелковой дивизии этой же армии. Участвовал в Демянской (1943) и второй Старорусской (август 1943) наступательных операциях. В начале 1944 года дивизию передали в 22-ю армию 2-го Прибалтийского фронта, в которой в феврале 1944 года дивизия в ходе Старорусско-Новоржевской наступательной операции освободила города Холм и Новоржев. В марте 1944 года в составе 1-й ударной армии дивизия форсировала реку Великая у Пушкинских Гор. Летом 1944 года дивизия участвовала в Режицко-Двинской, Мадонской и Рижской наступательных операциях (вновь в составе 22-й армии). С сентября 1944 года полковник Черепанов находился в госпитале.
4 декабря 1944 года полковник Черепанов назначен командиром 263-й стрелковой дивизии 54-го стрелкового корпуса 43-й армии 3-го Белорусского фронта. Хорошо проявил себя в Восточно-Прусской наступательной операции, особенно в Инстербургско-Кёнигсбергской фронтовой операции в январе-феврале 1945 года. Тогда ею или при её активном участии были заняты города Рагнит, Тильзит, Хайнрихвальде, Лабиау. В апреле 263-я стрелковая дивизия участвовала в штурме Кёнигсберга и в Земландской наступательной операции (штурмом овладев городом Фишхаузен 17 апреля 1945 года). После завершения ликвидации противника на Земландском полуострове дивизию перебросили в низовья Вислы, где она участвовала в ликвидации прижатых к Балтийскому морю остатков 2-й немецкой армии (капитулировали 9 мая).
По окончании Великой Отечественной войны, в июле 1945 года, генерал-майор Черепанов направлен на Дальний Восток (где ранее прослужил 12 лет и хорошо знал театр военных действий) и назначен командиром 300-й стрелковой дивизии 26-го стрелкового корпуса 1-й Краснознамённой армии 1-го Дальневосточного фронта. Во время советско-японской войны дивизия наступала на главном направлении удара армии в Харбино-Гиринская наступательная операция. В боях за город Муданьцзян 21 августа К. Г. Черепанов в результате тяжёлого ранения потерял руку. С 9 по 21 августа с боями дивизия прошла по горно-таёжной местности с боями около 500 километров, прорвала при этом два укрепрайона Квантунской армии, уничтожила более 2 000 японских солдат и офицеров, разоружила части 4-й и 5-й японских армий.
Указом Президиума Верховного Совета СССР от 8 сентября 1945 года «за образцовое выполнение боевых заданий командования на фронте борьбы с японскими милитаристами и проявленные при этом отвагу и геройство» генерал-майору Черепанову Корнилию Георгиевичу присвоено звание Героя Советского Союза с вручением ордена Ленина и медали «Золотая Звезда».
После окончания войны лечился в госпитале до декабря 1945 года, затем состоял в распоряжении Главного управления кадров НКО СССР. С марта 1946 года — Московский областной военный комиссар. С февраля 1953 года генерал-майор К. Черепанов — в запасе.
Жил в Москве. Работал в Центральном опытно-конструкторском бюро Всесоюзной академии сельскохозяйственных наук имени В. И. Ленина. Скончался 30 января 1999 года в возрасте 93 лет. Похоронен в Москве на Троекуровском кладбище.

## Награды
- Медаль «Золотая Звезда» Героя Советского Союза (8.09.1945, № 4306);
- орден Жукова (Российская Федерация, 4.05.1995);[8]
- три ордена Ленина (19.04.1945, 8.09.1945, 21.08.1953);
- три ордена Красного Знамени (18.09.1942, 30.07.1944, 6.11.1947);
- два ордена Отечественной войны 1-й степени (31.08.1943, 11.03.1985);
- два ордена Красной Звезды (26.03.1942, 3.11.1944);
- советские медали.

## Память
- Мемориальная доска установлено на доме в селе Бутаково, где жил К. Черепанов.
- На здании бывшего Иркутского пехотного училища установлена мемориальная доска, на которой среди имён Героев-выпускников высечено имя генерала Черепанова.
- Именем К. Г. Черепанова названа улица в городе Холм.